# Lejonhuvudciklid
Lejonhuvudciklid (Steatocranus casuarius) är en fiskart som beskrevs av Poll, 1939. Lejonhuvudcichlid ingår i släktet Steatocranus och familjen Cichlidae. IUCN kategoriserar arten globalt som livskraftig. Inga underarter finns listade i Catalogue of Life.